# Michael Anderl
Michael Anderl (* 14. Mai 1980 in Rosenheim) ist ein deutscher Kirchenmusiker, Organist, Chorleiter und Dirigent. Von 2011 bis 2019 war er Stiftskapellmeister und künstlerischer Leiter der Stiftsmusik Stams des Zisterzienserstiftes Stams in Tirol.

## Leben
Michael Anderl studierte Katholische Kirchenmusik sowie Musiktheorie an der Hochschule für Musik und Theater München: Orgel bei Harald Feller, Chorleitung bei Michael Gläser und Gregorianik bei  Johannes Berchmans Göschl. Während seiner Münchener Studienzeit war er Kirchenmusiker der Pfarrei St. Hildegard in München. Von 2006 bis 2011 war er hauptamtlicher Kirchenmusiker der Pfarrei St. Andreas (Trostberg) und leitete dort auch den Adam-Gumpelzhaimer-Chor. Von September 2011 bis Sommer 2018 gehörte er als Frater Martin dem Konvent des Zisterzienserstiftes Stams in Tirol an. Dort wurden unter seiner Ägide die drei Orgeln des Stiftes restauriert bzw. erneuert: Die Chororgel von 1757, erbaut von Andreas Jäger, restauriert von Orgelbaumeister Alois Linder; die Hauptorgel (Gehäuse 1773 von Johann Evangelist Feyrstein) erneuert von Rieger Orgelbau Schwarzach; die Orgel der Heilig-Blut-Kapelle von 1771, erbaut von Franz Greil, rekonstruiert von Alois Linder. Die inhaltliche Konzeption und Realisierung des am 5. November 2017 eröffneten neuen Museums Stift Stams geht auf Michael Anderl zurück.
Im Rahmen seines Theologie- und Religionspädagogikstudiums an der Universität Innsbruck beschäftigte er sich intensiv mit Leben und Werk des Stamser Stiftschronisten P. Kassian Primisser (1735–1771).
Die Stiftsmusik Stams, bestehend aus dem Chor der Stiftsmusik Stams und dem Orchester „Paluselli Consort Stams“, geht auf seine Initiative zurück. Beide Ensembles führen neben den großen Werken der Musikliteratur (z. B. Georg Friedrich Händel The Messiah, Felix Mendelssohn: Paulus; Ludwig van Beethoven und Franz Schubert: Symphonien) auch größtenteils unbekannte Werke aus dem bedeutenden Musikarchiv Stift Stams auf, z. B. von Jan Zach, Johann Georg Lang, Adalbert Gyrowetz, Karl Anton von Gerstner, Frantisek Xaver Brixi u. a. Im Rahmen des Festivals „Octophonia“ an der Abteikirche von Ottmarsheim ist die Stiftsmusik Stams einer der acht Chöre entlang der Via Habsburg, die als kulturelle Botschafter daran teilnehmen.

## Publikationen
- Artikel zu op. 12, 13, 27 und 110. In: Johannes Brahms – Interpretationen seiner Werke. Hg. von Claus Bockmaier und Siegfried Mauser. Laaber 2013.
- Tiroler Orgelschatz Bd. 4 – Die Orgeln der Zisterzienserabtei Stams. Hg. von Kurt Estermann. Innsbruck 2016.
- Beiträge zu Stift Stams – Ein Tiroler Juwel mit wechselvoller Geschichte. Hg. von Michael Forcher. Innsbruck 2016.
- Das Diarium Vigilii Abbatis (1766–1776). Edition des ersten Teils und Kommentar zum Erwerb des Stamser Pfarrhauses in Untermais, Diplomarbeit Innsbruck 2017.
- Das commercium litterarium des P. Kassian Primisser (1735–1771) aus dem Zisterzienserstift Stams. Masterarbeit Innsbruck 2018.